# Pavel Grym
Pavel Grym (9. června 1930, Náchod – 24. listopadu 2004, Humpolec) byl český novinář a spisovatel.

## Život
Narodil se v Náchodě, v rodném městě maturoval v roce 1949, v době, kdy byl prosperující obchod jeho otce znárodněn. Začal studovat češtinu a divadelní vědu na Filozofické fakultě, po roce přešel na AMU, odkud byl pak z politických důvodů vyloučen, po vojně však školu dokončil. Od roku 1956 do začátku tzv. normalizace byl redaktorem Lidové demokracie, potom tiskovým referentem v Divadle Spejbla a Hurvínka.
Pavel Grym psal do novin a časopisů, dělal dramatizace pro rozhlas i televizi, psal knížky pro děti nebo texty na gramofonové desky.
Celý dospělý život žil v Praze, ale zemřel v léčebně pro dlouhodobě nemocné v Humpolci.

## Dílo
- Bukanýři, mušketýři, pistolníci (1967)
- Klauni v dřevácích
- Hovory u Spejblů
- Pohádky pro Hurvínka
- Pražský golem
- Čínský drak
- Černá kočka
- Stržené masky
- Krajina snů
- Loupežnická historie (1973)
- Loupežníci v začarovaném lese – Pohádka
- Anekdoty od A do Z
- Uvěřitelná dobrodružství pana G. – sbírka aforismů
- Zhýralá komtesa Lucie (2004) – náchodské pověsti, podle J. Škvoreckého "lidové pověsti s velkým nábojem ukryté nostalgie, opravdu krásná věc"
- Grimasy

### Rozhlasové hry
- Noční let[2]
- Poslední most[3]